# Молдовеняска
Молдовеня́ска (рум. moldovenească, досл. «молдовська») — молдовський народний танець (масовий парний танець).
Музичний розмір 2/4. Темп швидкий. У композиційній структурі переважає форма рондо (заспів — приспів). Хореографічна фігура — замкнене коло, круг, яким зазвичай починають М., утворюється щоразу з нової фігури. Танець дуже темпераментний, з раптовими змінами напрямку руху та вигуків в кульмінаціях танцювальних фігур. 
Молдовеняска поширена не тільки в художній самодіяльності, але і на професійній балетній сцені. У Болгарії існує варіант танцю під назвою «мулдуванська». На Україні цей танець дуже популярний у  репертуарі професійних та самодіяльних танцювальних колективів.